# Damien Udeh
Damien Udeh est un footballeur nigérian né le 15 octobre 1986. Il évolue au poste de milieu de terrain.

## Carrière
- 2002-2005 : Enugu Rangers ( Nigeria)
- 2005-2008 : ES Tunis ( Tunisie)
- 2006-2007 : → EGS Gafsa ( Tunisie)
- 2008-2012 : Heartland FC ( Nigeria)
- 2012-2014 : Mohammedan SC ( Bangladesh)[1]

## Palmarès
- Champion de Tunisie en 2006 avec l'Espérance sportive de Tunis
- Vainqueur de la Coupe de Tunisie en 2006 et 2008 avec l'Espérance sportive de Tunis
- Finaliste de la Ligue des champions de la CAF en 2009 avec Heartland